# Cherno M. A. Cham
Cherno M. A. Cham (* 20. Jahrhundert) ist ein gambischer Politiker.

## Leben
| Parlamentswahl | Stimmen | Stimmanteil |
| -------------- | ------- | ----------- |
| 2007           | 4.253   | 52,23 %     |

Cham trat bei der Wahl zum Parlament 2007 als Kandidat der Alliance for Patriotic Reorientation and Construction (APRC) im Wahlkreis Lower Niumi in der Kerewan Administrative Area an. Mit 52,23 % der Stimmen konnte er den Wahlkreis vor Babou Kebbeh (NRP) für sich gewinnen und erhielt damit einen Sitz in der National Assembly. Bei der Wahl zum Parlament 2012 trat er nicht erneut an und trat politisch nicht mehr in Erscheinung.